# Ellery Queen

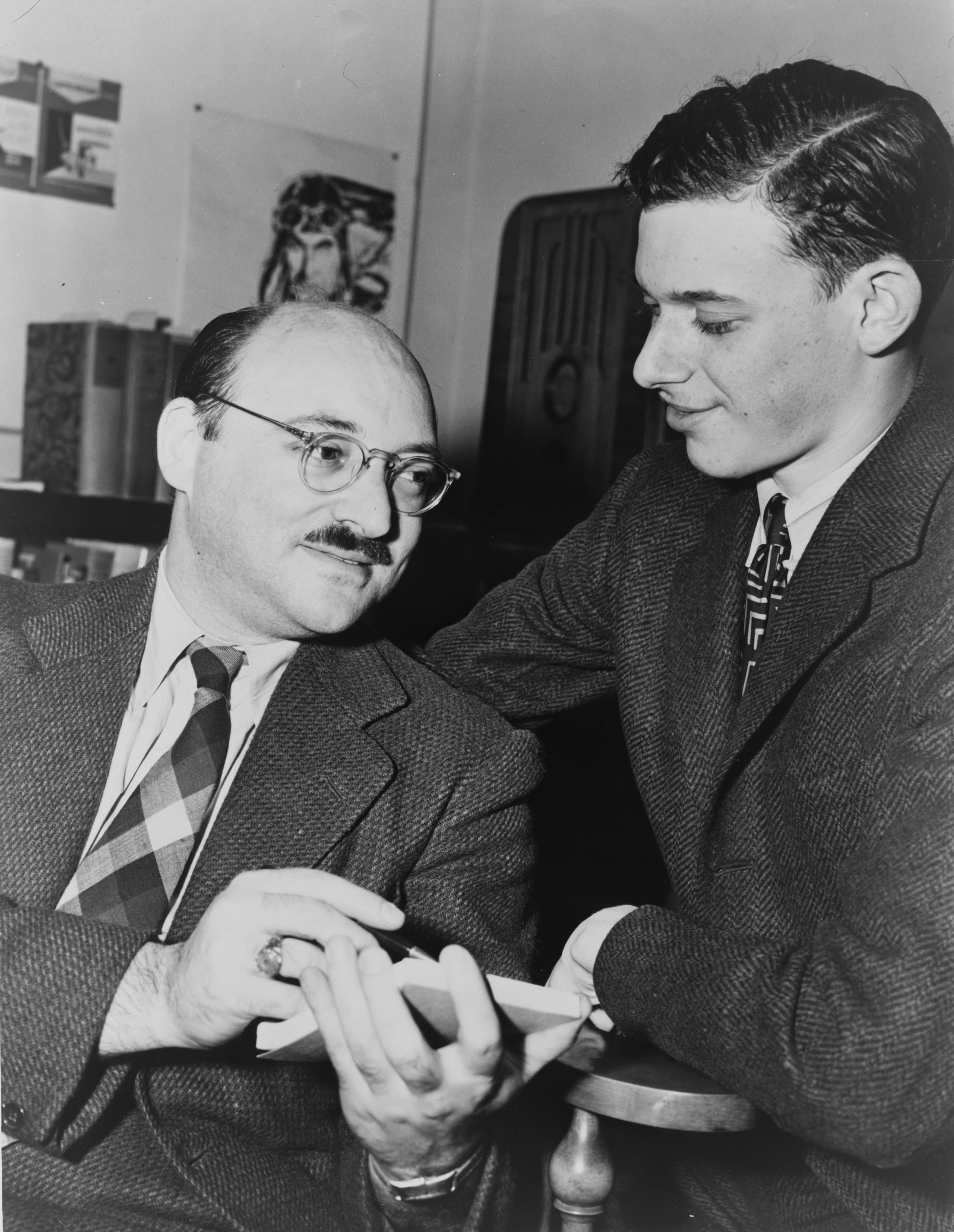
Frederic Dannay (links) en James Yaffe

Ellery Queen is zowel het pseudoniem van een Amerikaans schrijversduo Frederic Dannay (1905 - 1982) en Manfred B. Lee (1905 - 1971), als de naam van de speurder die de hoofdrol speelt in de boeken van dit schrijversduo. 
Frederic Dannay en Manfred B. Lee waren twee neven, die met elkaar ongeveer honderd detectives schreven, romans en verhalen waarin de amateur-speurder Ellery Queen de hoofdrol speelt. De eerste was The Roman Hat Mystery uit 1929. Het duo schreef ook onder de naam Barnaby Ross. 
Zij versterkten de mythe rond de speurneus door de oprichting van een tijdschrift met de titel Ellery Queen's Mystery Magazine, waarvan zij vanaf 1941 de redactie voerden. Hierin staan korte detectiveverhalen van verschillende schrijvers.